# 台6線
台6線，又稱舊後汶公路、龍汶公路，是臺灣的一條省道，為苗栗縣最重要的地方聯絡公路，西起苗栗縣後龍鎮龍港（原起點為與台一線交叉之十班坑）接台61線後龍交流道，初向東南沿後龍溪、南勢溪谷地上行，過苗栗市界後在分叉路轉向東，至後龍溪南岸後沿谷地右側上溯，至苗栗市區南側的育民工家後轉上龜山大橋，通過公館鄉後南行至後龍溪北岸，後沿河谷上溯至獅潭鄉汶水與台3線相連，全長共計31公里。台72線幾乎與本線平行建構。
台6線舊線曾與台13線共線，行經苗栗市至公路、龍岡道口、苗栗市魚市場、苗栗監理站、苗栗市西山商圈、苗栗市戶政事務所、苗栗市福麗里活動中心、苗栗市三山國王廟、國立聯合大學、育民工家等。
- 起點
- 2018年2月前的舊終點，位於苗栗縣大湖鄉台3線上。

## 行經行政區域
全線均位於苗栗縣境內。
| 後龍鎮 | 後龍交流道 | 0.000   | 台61線            | 公路起點           |
| 後龍鎮 | 龍港       | －      | 縣道119號         | 起點               |
| 後龍鎮 | 十班坑     | 2.304   | 台1線             |                    |
| 後龍鎮 | －         |         |                   |                    |
| 後龍鎮 | 後龍交流道 | －      | 國道三號          |                    |
| 後龍鎮 | 後壠底     | －      | （地區道路）      |                    |
| －     |            |         |                   |                    |
| 苗栗市 | 圓墩       | 4.850   | 苗29-1線          | 苗29-1線起點       |
| 苗栗市 | －         |         |                   |                    |
| 苗栗市 | 泉水窩     | －      | （地區道路）      |                    |
| 苗栗市 | 西山       | －      | 苗13線 · 苗29線   | 與共線起點         |
| 苗栗市 | 西山       | －      | 苗13線 · 苗29線   | 與共線終點         |
| 苗栗市 | 田寮       | 8.050   | 台13甲線 · 中華路 | 終點 近 造橋交流道 |
| 苗栗市 | 嘉盛       | －      | 台13線            | 近 頭屋一交流道    |
| 苗栗市 | 芒埔       | －      | 苗27-1線          | 近 頭屋二交流道    |
| 苗栗市 | 維祥       | －      | 苗26線            | 起點               |
| 苗栗市 | 維祥       | －      | 苗27線            | 終點               |
| 苗栗市 | 11.574     |         |                   |                    |
| 苗栗市 | 公館交流道 | －      | 台72線            |                    |
| 苗栗市 | 水流娘     | －      | （地區道路）      |                    |
| －     |            |         |                   |                    |
| 公館鄉 | 下店仔     | －      | 苗26-2線          | 苗26-2線起點       |
| 公館鄉 | 苗栗交流道 | －      | 國道一號          |                    |
| 公館鄉 | 五穀岡     | －      | 苗23-1線          | 苗23-1線起點       |
| 公館鄉 | 五穀岡     | －      | 苗25線            | 與共線起點         |
| 公館鄉 | 麻薺寮     | －      | 苗25線            | 與共線終點         |
| 公館鄉 | 麻薺寮     | 18.524  | 縣道128號         |                    |
| 公館鄉 | 公館市區   | 18.524  | 苗24線            | 與共線起點         |
| 公館鄉 | 公館市區   | －      | 苗24線            | 與共線終點         |
| 公館鄉 | 朴仔樹下   | 19.053  | 縣道119甲線       |                    |
| 公館鄉 | 福基       | 19.053  | 縣道119甲線       |                    |
| 公館鄉 | 河頭       | －      | 苗25線            | 終點               |
| 公館鄉 | 河頭       | －      | 苗29線            | 終點               |
| 公館鄉 | － 隧道    |         |                   |                    |
| 公館鄉 | 打鹿坑     | －      | （地區道路）      |                    |
| 公館鄉 | －         |         |                   |                    |
| 公館鄉 | － 隧道    |         |                   |                    |
| 公館鄉 | － 隧道    |         |                   |                    |
| 公館鄉 | 福德       | －      | 苗59線            | 起點               |
| 公館鄉 | 福德       | － 隧道 |                   |                    |
| 公館鄉 | 福德       | －      | （地區道路）      |                    |
| 公館鄉 | 福德       | －      |                   |                    |
| 公館鄉 | 福德       | －      | 苗24-2線          | 苗24-2線終點       |
| －     |            |         |                   |                    |
| 獅潭鄉 | 老北寮     | －      | （地區道路）      |                    |
| 獅潭鄉 | － 隧道    |         |                   |                    |
| 獅潭鄉 | 象鼻嘴     | －      | （地區道路）      |                    |
| 獅潭鄉 | －         |         |                   |                    |
| 獅潭鄉 | 汶水       | 31.388  | 台3線             | 公路終點           |
| 共線   |            |         |                   |                    |

## 行經行政區域長度
| 縣市   | 鄉鎮   | 里程數（KM） |
| ------ | ------ | ------------ |
| 苗栗縣 | 全區   | 31           |
| 苗栗縣 | 後龍鎮 | 4.7          |
|        | 苗栗市 | 13           |
|        | 公館鄉 | 11           |
|        | 獅潭鄉 | 2.3          |

## 沿線路名
- 經國路
- 大同路
- 館忠路

## 沿線設施與景點
| - 後龍交流道（台61線） - 龍港車站（海岸線） - 同興老街 - 苗栗縣後龍鎮龍坑國民小學 - 後龍交流道（國道三號） - 造橋交流道（台13甲線⇒台72線） - 衛生福利部苗栗醫院 - 頭屋一交流道（台13線⇒台72線） - 苗栗縣議會 | - 國立苗栗高級農工職業學校 - 頭屋二交流道（苗27-1線⇒台72線） - 苗栗縣私立育民高級工業家事職業學校 - 公館交流道（台72線） - 苗栗交流道（國道一號） - 苗栗縣公館鄉公館國民小學 - 苗栗縣立公館國民中學 - 苗栗縣公館鄉福基國民小學 - 汶水老街 |